# Siempelkamp

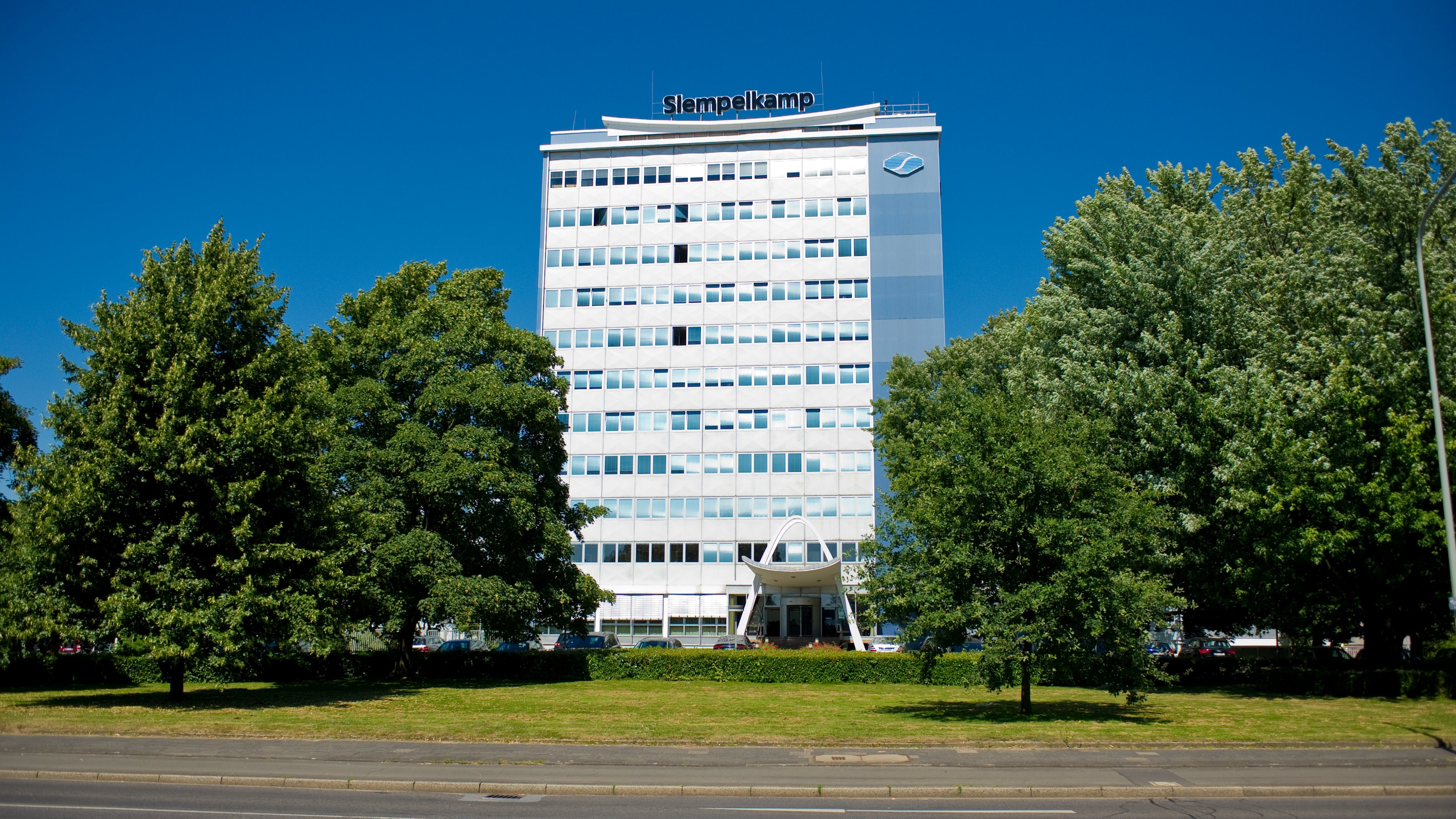
Siempelkamp-Unternehmenszentrale in Krefeld

Die G. Siempelkamp GmbH & Co. KG ist die Konzernobergesellschaft der Siempelkamp-Gruppe, eines deutschen Maschinen- und Anlagenbauers mit Hauptsitz in Krefeld.
Der Konzern befindet sich im Eigentum von 26 Mitgliedern der Familie Siempelkamp.

## Siempelkamp-Gruppe
Die Siempelkamp-Gruppe ist im Großanlagenbau tätig. Sie liefert Pressen und komplette Produktionseinheiten für die Holzwerkstoffindustrie, Metallindustrie, Gummiindustrie und Compositesindustrie. Auch das Engineering, Forschung und Entwicklung, Trockner und Energieanlagen, Handlingsysteme und Automatisierungssysteme, Zerkleinerungstechnik, Schaltanlagen, Industrie-Elektronik und der Ventilatorenbau gehören zum Lieferspektrum.
Siempelkamp betreibt auch eine Handformgießerei für Groß-, Schwer- und Schwerstgussteile, ebenfalls mit Sitz in Krefeld.
Eine Tochtergesellschaft ist an der Beseitigung von radioaktiven Abfällen beteiligt.
Das Unternehmen ist auch am Rückbau von Kernkraftwerken beteiligt.

## Märkte
Ein Leistungsbereich des Unternehmens sind Pressenkonzepte für die Holzwerkstoffindustrie. Mit einem Marktanteil von etwa 60 Prozent bei Holzwerkstoffanlagen ist Siempelkamp Weltmarktführer, mit der Büttner Energie- und Trocknungstechnik GmbH ebenso bei der Trocknung von Spänen, Strands und Fasern.
Siempelkamp-Pressen kommen zudem in der Metallindustrie, Gummiindustrie und Compositesindustrie zum Einsatz. Man liefert für Luftfahrtindustrie und Automobilherstellung komplette Produktionseinheiten. Es gibt auch Anlagen zur Verpressung von Reisstroh oder Bambus.
Die Siempelkamp Giesserei stellt Gussteile für die Bereiche Energieumwandlung, Rohstoffaufbereitung, Pressenbau und den allgemeinen Maschinenbau her. Das Unternehmen fertigt z. B. Strukturteile für Onshore- und Offshore-Windkraftanlagen, Turbinengehäuse, Mühlenböden und Mahlteller für die Rohstoffgewinnung, Motorblöcke für Schiffsdiesel oder Bauteile für Kunststoffspritzgießmaschinen.

## Internationalität
Internationale Standorte sind Italien/Colzate, Tschechien/Blatnice, China/Qingdao und China/Wuxi.